# بويرتو بكويريزو مورينو
بويرتو بكويريزو مورينو هو ميناء يوجد في أرخبيل غالاباغوس وهو يعتبر عاصمة لها والتي توجد ب الإكوادور.

## المناخ
يظهر الجدول التالي التغييرات المناخية على مدار السنة لبويرتو بكويريزو مورينو:
| البيانات المناخية لـبويرتو بكويريزو مورينو                       | البيانات المناخية لـبويرتو بكويريزو مورينو | البيانات المناخية لـبويرتو بكويريزو مورينو | البيانات المناخية لـبويرتو بكويريزو مورينو | البيانات المناخية لـبويرتو بكويريزو مورينو | البيانات المناخية لـبويرتو بكويريزو مورينو | البيانات المناخية لـبويرتو بكويريزو مورينو | البيانات المناخية لـبويرتو بكويريزو مورينو | البيانات المناخية لـبويرتو بكويريزو مورينو | البيانات المناخية لـبويرتو بكويريزو مورينو | البيانات المناخية لـبويرتو بكويريزو مورينو | البيانات المناخية لـبويرتو بكويريزو مورينو | البيانات المناخية لـبويرتو بكويريزو مورينو | البيانات المناخية لـبويرتو بكويريزو مورينو |
| الشهر                                                            | يناير                                      | فبراير                                     | مارس                                       | أبريل                                      | مايو                                       | يونيو                                      | يوليو                                      | أغسطس                                      | سبتمبر                                     | أكتوبر                                     | نوفمبر                                     | ديسمبر                                     | المعدل السنوي                              |
| ---------------------------------------------------------------- | ------------------------------------------ | ------------------------------------------ | ------------------------------------------ | ------------------------------------------ | ------------------------------------------ | ------------------------------------------ | ------------------------------------------ | ------------------------------------------ | ------------------------------------------ | ------------------------------------------ | ------------------------------------------ | ------------------------------------------ | ------------------------------------------ |
| الدرجة القصوى °م (°ف)                                            | 32.4 (90.3)                                | 33.6 (92.5)                                | 34.2 (93.6)                                | 33.8 (92.8)                                | 32.6 (90.7)                                | 31.6 (88.9)                                | 30.9 (87.6)                                | 30.0 (86.0)                                | 28.8 (83.8)                                | 29.4 (84.9)                                | 30.4 (86.7)                                | 30.2 (86.4)                                | 34.2 (93.6)                                |
| متوسط درجة الحرارة الكبرى °م (°ف)                                | 29.2 (84.6)                                | 30.3 (86.5)                                | 30.5 (86.9)                                | 30.2 (86.4)                                | 29.2 (84.6)                                | 27.6 (81.7)                                | 26.4 (79.5)                                | 25.6 (78.1)                                | 25.7 (78.3)                                | 26.0 (78.8)                                | 27.0 (80.6)                                | 27.8 (82.0)                                | 28.0 (82.4)                                |
| متوسط درجة الحرارة الصغرى °م (°ف)                                | 22.9 (73.2)                                | 23.1 (73.6)                                | 22.9 (73.2)                                | 22.8 (73.0)                                | 22.7 (72.9)                                | 21.7 (71.1)                                | 20.7 (69.3)                                | 19.8 (67.6)                                | 19.8 (67.6)                                | 20.0 (68.0)                                | 20.9 (69.6)                                | 21.7 (71.1)                                | 21.6 (70.9)                                |
| أدنى درجة حرارة °م (°ف)                                          | 17.2 (63.0)                                | 16.2 (61.2)                                | 18.1 (64.6)                                | 17.7 (63.9)                                | 16.0 (60.8)                                | 15.2 (59.4)                                | 13.2 (55.8)                                | 14.0 (57.2)                                | 13.5 (56.3)                                | 14.6 (58.3)                                | 15.4 (59.7)                                | 16.2 (61.2)                                | 13.2 (55.8)                                |
| الهطول مم (إنش)                                                  | 83.4 (3.28)                                | 107.4 (4.23)                               | 106.3 (4.19)                               | 94.9 (3.74)                                | 41.9 (1.65)                                | 32.5 (1.28)                                | 18.8 (0.74)                                | 9.8 (0.39)                                 | 7.6 (0.30)                                 | 11.0 (0.43)                                | 12.6 (0.50)                                | 51.5 (2.03)                                | 577.7 (22.74)                              |
| متوسط أيام هطول الأمطار                                          | 11                                         | 10                                         | 11                                         | 6                                          | 5                                          | 8                                          | 13                                         | 14                                         | 12                                         | 11                                         | 8                                          | 10                                         | 119                                        |
| متوسط الرطوبة النسبية (%)                                        | 80                                         | 82                                         | 82                                         | 82                                         | 80                                         | 78                                         | 78                                         | 79                                         | 78                                         | 77                                         | 74                                         | 76                                         | 79                                         |
| ساعات سطوع الشمس الشهرية                                         | 156                                        | 158                                        | 175                                        | 180                                        | 191                                        | 166                                        | 152                                        | 148                                        | 151                                        | 157                                        | 166                                        | 168                                        | 1٬968                                      |
| المصدر #1: المنظمة العالمية للأرصاد الجوية                       |                                            |                                            |                                            |                                            |                                            |                                            |                                            |                                            |                                            |                                            |                                            |                                            |                                            |
| المصدر #2: الأرصاد الجوية الألمانية (extremes, humidity and sun) |                                            |                                            |                                            |                                            |                                            |                                            |                                            |                                            |                                            |                                            |                                            |                                            |                                            |

## توأمة
لبويرتو بكويريزو مورينو اتفاقيات توأمة مع:
- تشابل هيل